# Knin
Knin je naselje na Hrvaškem, ki upravno spada pod Šibeniško-kninsko županijo.
Knin je mesto v Dalmaciji na desnem bregu reke Krke. Tu je križišče železniških prog Zagreb-Split, Knin-Zadar in cest, ki peljejo proti jadranski obali, Liki in Bosni. Področje mesta je bilo naseljeno že v rimski dobi. V kraju je grobišče iz 6. stoletja z romanskimi in germanskimi grobovi. V 10. stoletju je bil v Kninu sedež starohrvaške županije v 11. stoletju pa  prestolnica zadnjega zgodnjefevdalnega hrvaškega kralja Petra Svačića. Kraj je od 13. stoletja večkrat menjal gospodarje. V 16. stoletju so Knin zavzeli Turki, ki so zgradili pomembno oporišče, v 17. stoletju pa so se ga polastili Benečani. Iz tistih časov je na griču Spas nad mestom ostala dobro ohranjena turško beneška trdnjava. V času osamosvojitvene vojne je bil Knin prestolnica samooklicane Srbske republike Krajine. Hrvaška vojska ga je avgusta 1995 zavzela, kar je povzročilo množično izseljevanje srbskega prebivalstva in doseljevanje Hrvatov, ki zdaj predstavljajo veliko večino prebivalcev mesta in okolice.

## Demografija
| Pregled števila prebivalcev po letih | Pregled števila prebivalcev po letih | Pregled števila prebivalcev po letih | Pregled števila prebivalcev po letih | Pregled števila prebivalcev po letih | Pregled števila prebivalcev po letih | Pregled števila prebivalcev po letih | Pregled števila prebivalcev po letih | Pregled števila prebivalcev po letih | Pregled števila prebivalcev po letih | Pregled števila prebivalcev po letih | Pregled števila prebivalcev po letih | Pregled števila prebivalcev po letih | Pregled števila prebivalcev po letih | Pregled števila prebivalcev po letih | Pregled števila prebivalcev po letih |                      |
| ------------------------------------ | ------------------------------------ | ------------------------------------ | ------------------------------------ | ------------------------------------ | ------------------------------------ | ------------------------------------ | ------------------------------------ | ------------------------------------ | ------------------------------------ | ------------------------------------ | ------------------------------------ | ------------------------------------ | ------------------------------------ | ------------------------------------ | ------------------------------------ | -------------------- |
| 1857                                 | 1869                                 | 1880                                 | 1890                                 | 1900                                 | 1910                                 | 1921                                 | 1931                                 | 1948                                 | 1953                                 | 1961                                 | 1971                                 | 1981                                 | 1991                                 | 2001                                 | 2011                                 | 2021                 |
| 1039                                 | 1018                                 | 1271                                 | 1270                                 | 1302                                 | 1270                                 | 1600                                 | 1614                                 | 2763                                 | 3543                                 | 5116                                 | 7300                                 | 10933                                | 12331                                | 11128                                | 10633                                | 8.262 (občina 11.632 |